# انیدرید ملیتیک
انیدرید ملیتیک (به انگلیسی: Mellitic anhydride) یک ترکیب شیمیایی با شناسه پاب‌کم ۲۵۵۲۹۱ است.